# La Garde-Guérin
La Garde-Guérin (okzitanisch La Garda Guerin) ist ein nur noch etwa ein Dutzend Einwohner zählendes südfranzösisches Dorf im Département Lozère und in der Region Okzitanien. Verwaltungsmäßig gehört La Garde-Guérin zur Gemeinde Prévenchères und ist als eines der Schönsten Dörfer Frankreichs (Les Plus beaux villages de France) klassifiziert.

## Lage

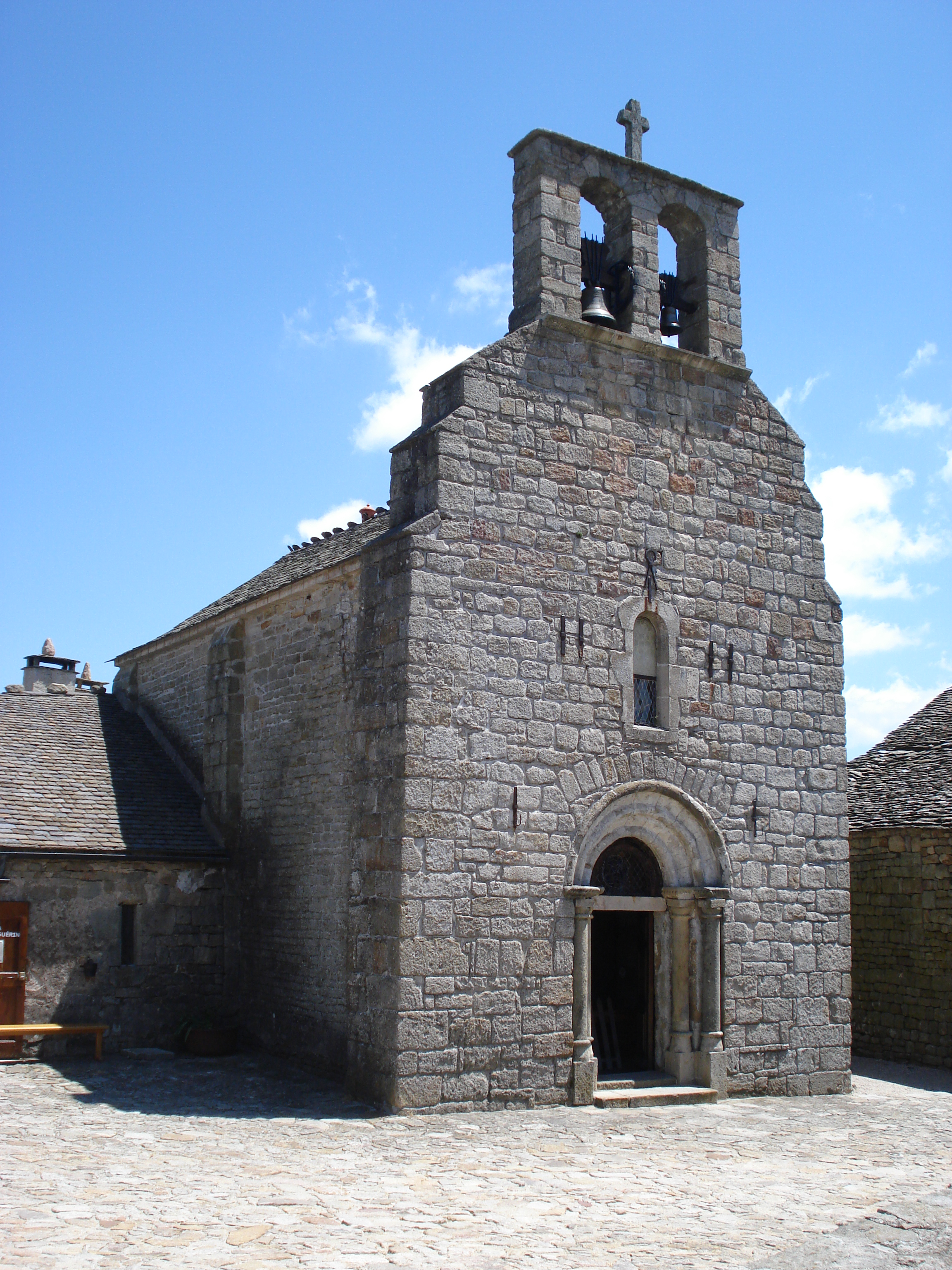
Église Saint-Michel

La Garde-Guérin liegt auf ca. 852 Metern Höhe ü. d. M. auf einem Höhenrücken zwischen den Flüssen Chassezac und Altier im südlichen Zentralmassiv in der Region Cevennen. Der höchste Berg der Cevennen, der Mont Lozère, liegt etwa 25 Kilometer südwestlich. Der Fernwanderweg GR 72 verläuft durch das Gebiet des Ortes.

## Sehenswürdigkeiten
- Ein zu einer mittelalterlichen Burg gehörender Mauerring mit einem Wehrturm, der seit 1929 als Monument historique[2] anerkannt ist, umgibt den später innerhalb des Burggevierts und größtenteils aus weitgehend ungebauenen Natursteinen errichteten Ort mit seinen 31 Häusern.
- Die romanische Kirche (Église Saint-Michel) ist ein kleiner einschiffiger Bau des 12. Jahrhunderts mit einer polygonal gebrochenen Apsis, der ehemals wahrscheinlich als Burgkapelle gedient hat. Das Portal in der Westfassade ist mehrfach zurückgestuft; darüber befinden sich ein Überfangbogen zur Stabilisierung, ein kleines Fenster und ein zweigeteilter Glockengiebel. Der Kirchenbau ist seit 1928 als Monument historique[3] eingestuft.

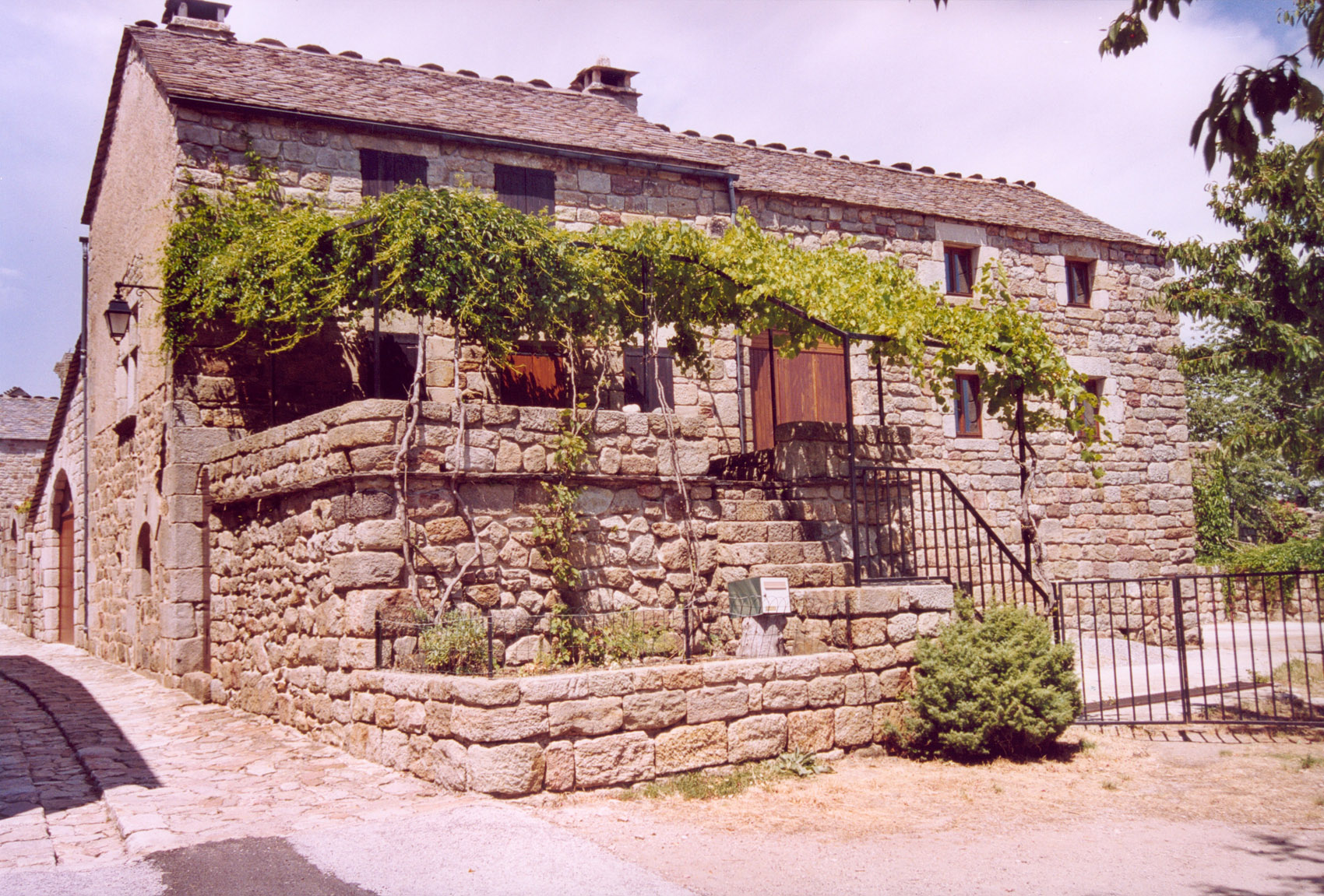
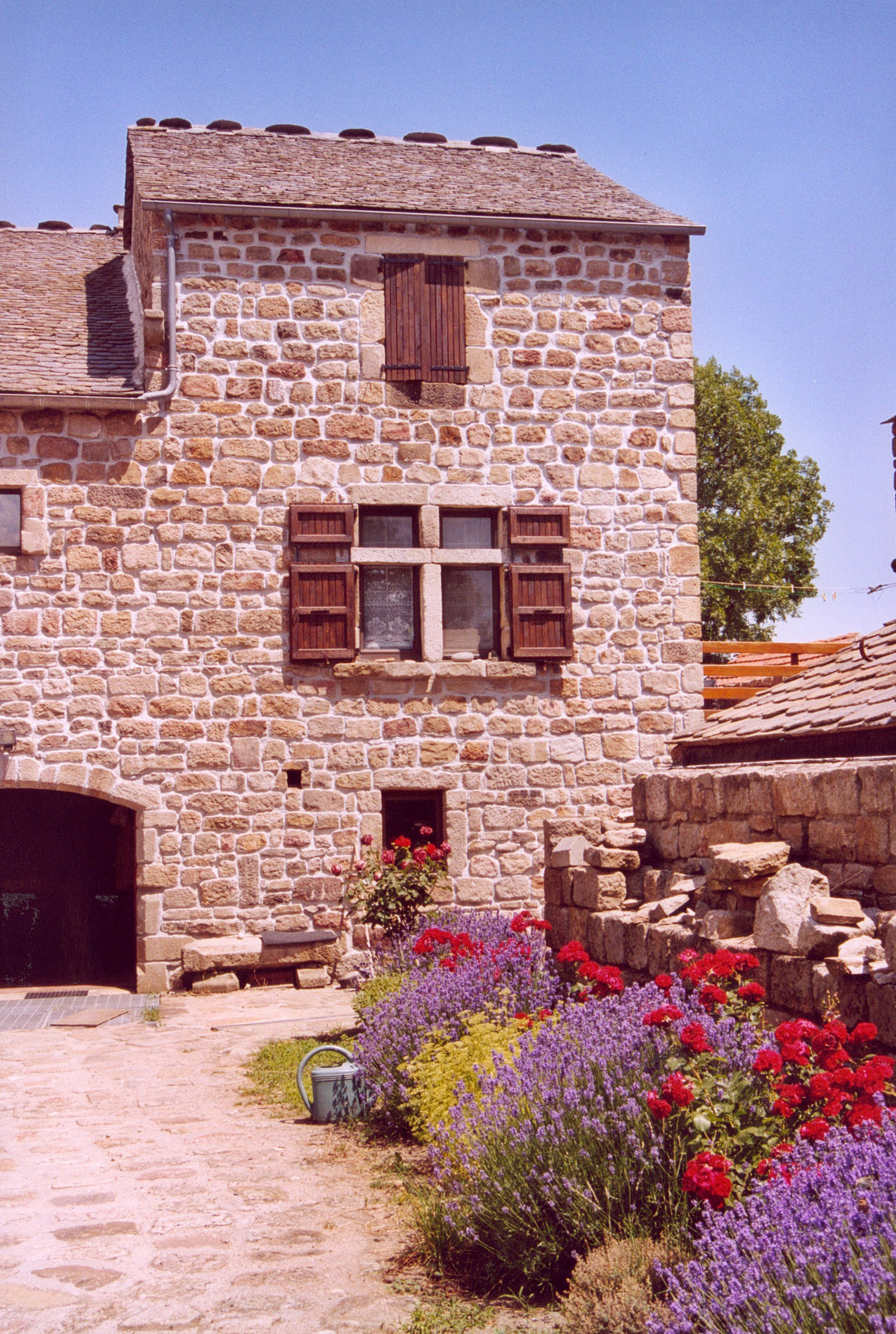
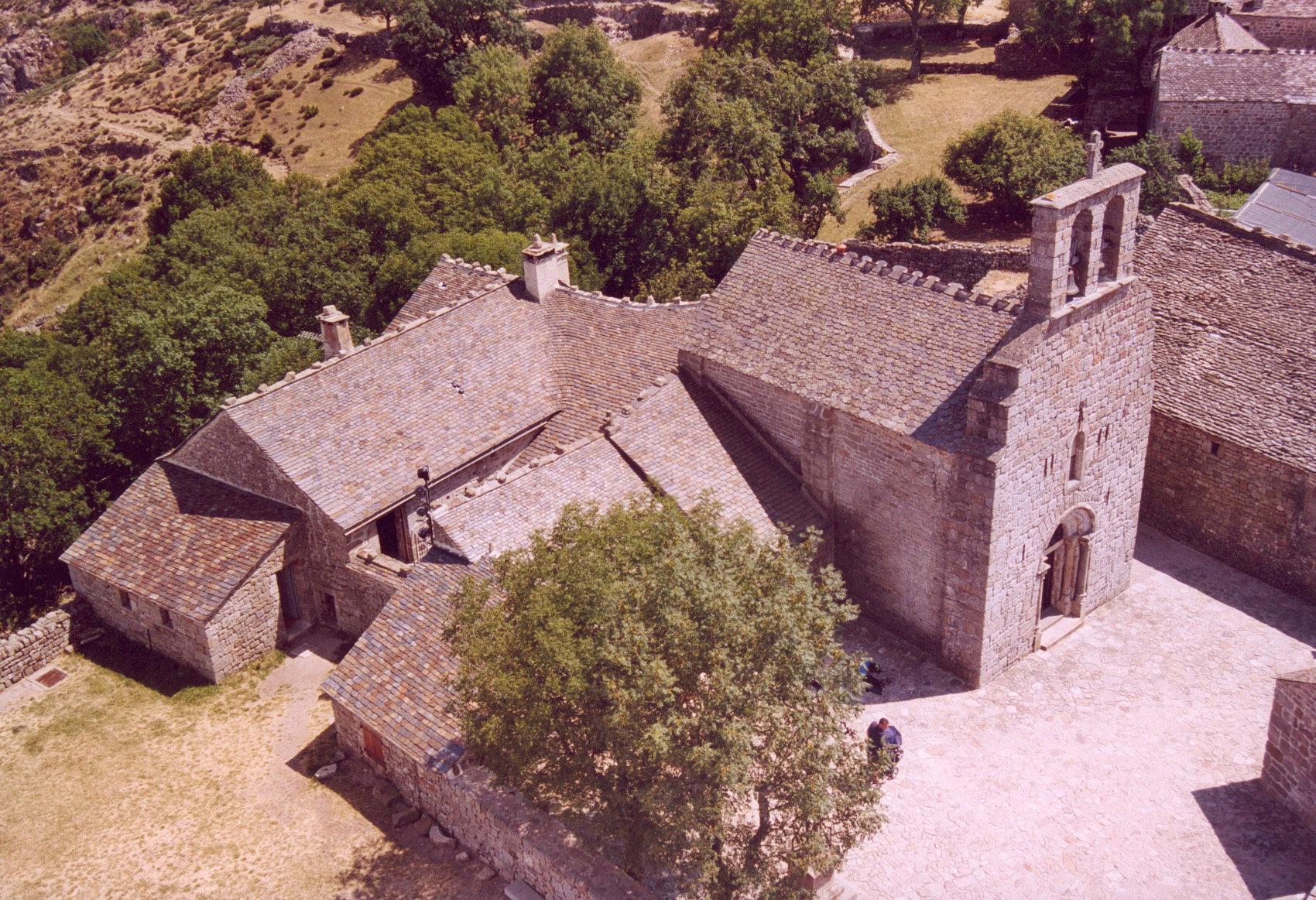
Église Saint-Michel
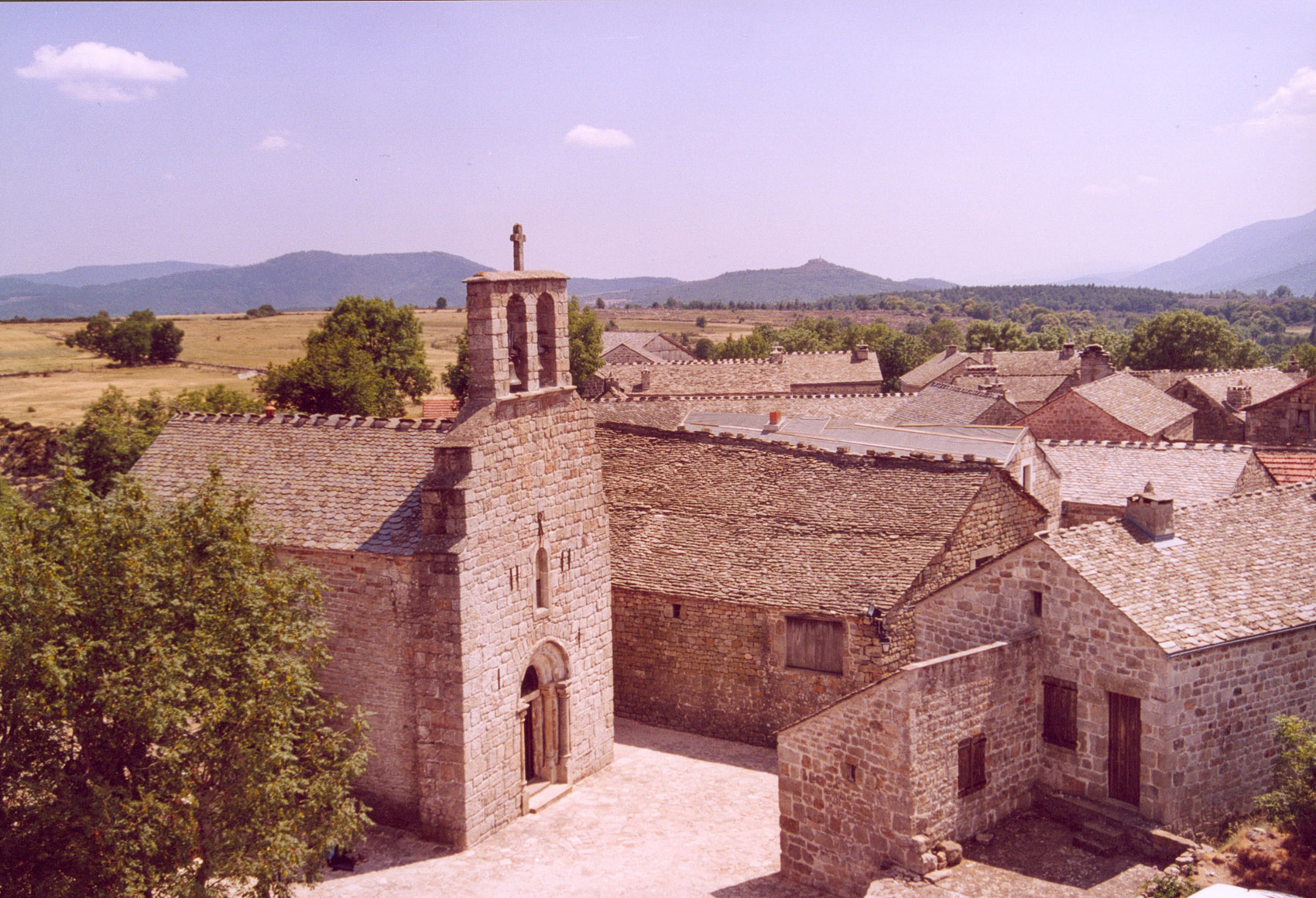
Romanische Kirche
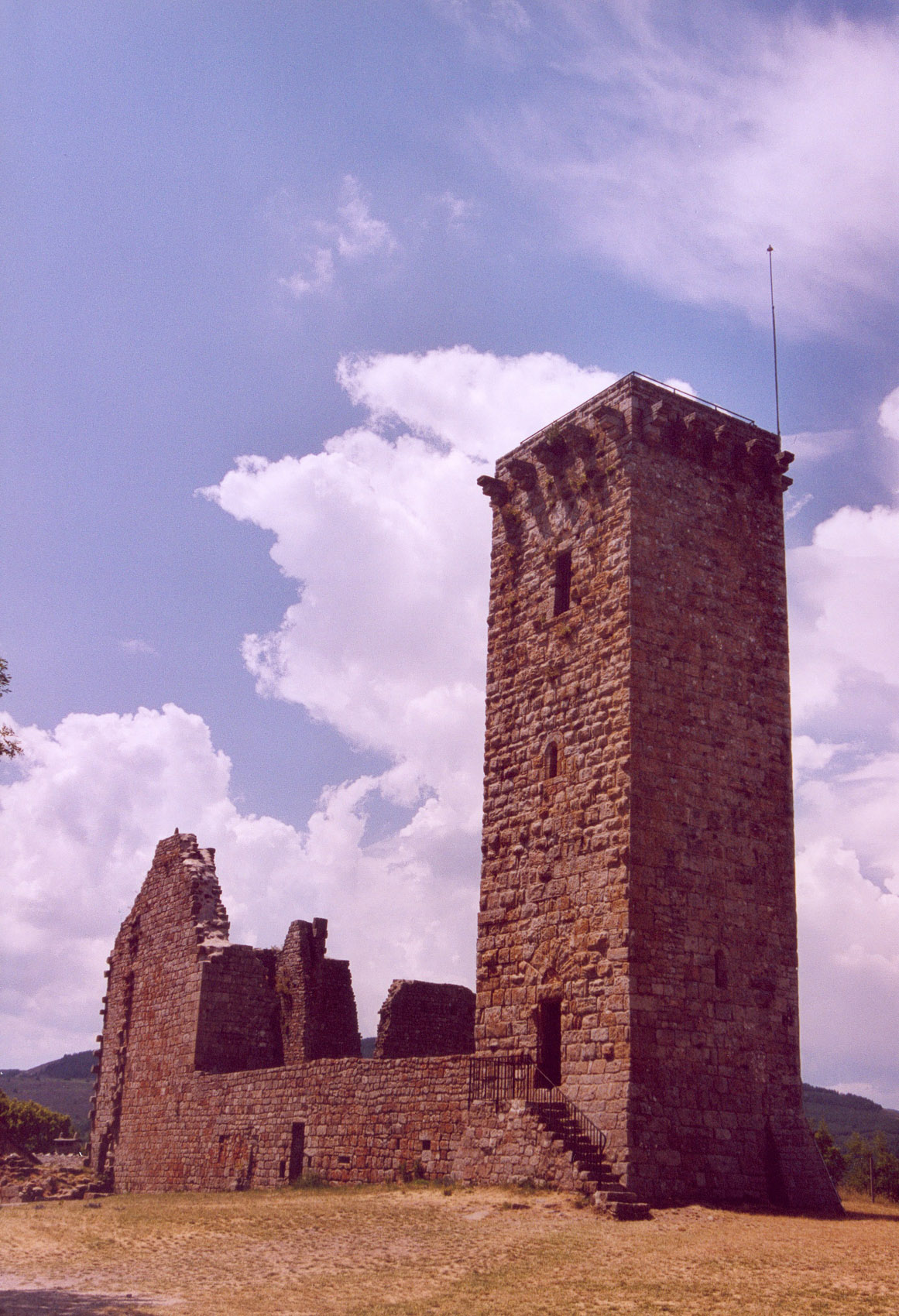
La tour de Guet
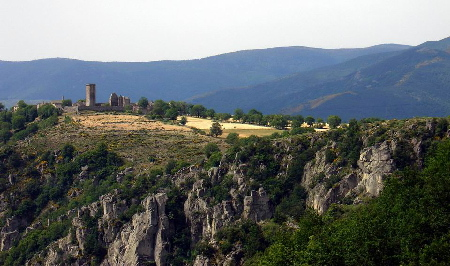
Ansicht von Osten